# Jevhen Bochašvili
Jevhen Oleksandrovyč Bochašvili (in ucraino Євген Олександрович Бохашвілі?; Dnipropetrovs'k, 5 gennaio 1993) è un calciatore ucraino, attaccante svincolato.

## Carriera

### Club
Il 31 agosto 2022 viene acquistato a titolo definitivo dalla squadra rumena dell'Oțelul Galați.

### Nazionale
Ha rappresentato le nazionali giovanili ucraine.

## Statistiche

### Presenze e reti nei club
Statistiche aggiornate al 23 settembre 2022.
| Stagione            | Squadra             | Campionato          | Campionato | Campionato | Coppe nazionali | Coppe nazionali | Coppe nazionali | Coppe continentali | Coppe continentali | Coppe continentali | Altre coppe | Altre coppe | Altre coppe | Totale | Totale |
| Stagione            | Squadra             | Comp                | Pres       | Reti       | Comp            | Pres            | Reti            | Comp               | Pres               | Reti               | Comp        | Pres        | Reti        | Pres   | Reti   |
| ------------------- | ------------------- | ------------------- | ---------- | ---------- | --------------- | --------------- | --------------- | ------------------ | ------------------ | ------------------ | ----------- | ----------- | ----------- | ------ | ------ |
| 2013-2014           | Karpaty             | PL                  | 15         | 1          | CU              | 1               | 0               |                    | -                  | -                  |             | -           | -           | 16     | 1      |
| lug.-dic. 2014      | Volyn'              | PL                  | 1          | 0          | CU              | 1               | 0               |                    | -                  | -                  |             | -           | -           | 2      | 0      |
| gen.-giu. 2015      | Dnipro              | PL                  | 1          | 0          | CU              | 0               | 0               | UCL+UEL            | 0                  | 0                  |             | -           | -           | 1      | 0      |
| ago.-ott. 2015      | Volyn'              | PL                  | 2          | 0          | CU              | 1               | 0               |                    | -                  | -                  |             | -           | -           | 3      | 0      |
| feb.-giu. 2016      | Naftovyk-Ukrnafta   | 1L                  | 10         | 3          | CU              | -               | -               |                    | -                  | -                  |             | -           | -           | 10     | 3      |
| 2016-gen. 2017      | Dnipro              | PL                  | 3          | 0          | CU              | 0               | 0               |                    | -                  | -                  |             | -           | -           | 3      | 0      |
| gen.-giu. 2017      | Ruch Vynnyky        | 2L                  | 13         | 7          | CU              | -               | -               |                    | -                  | -                  |             | -           | -           | 13     | 7      |
| 2017-gen. 2018      | Ruch Vynnyky        | 1L                  | 8          | 1          | CU              | 2               | 0               |                    | -                  | -                  |             | -           | -           | 10     | 1      |
| Totale Ruch Vynnyky | Totale Ruch Vynnyky | Totale Ruch Vynnyky | 21         | 8          |                 | 2               | 0               |                    | -                  | -                  |             | -           | -           | 23     | 8      |
| gen.-lug. 2018      | T'orp'edo Kutaisi   | EL                  | 10         | 1          | CG              | 1               | 0               | UCL                | 0                  | 0                  | SG          | 1           | 0           | 12     | 1      |
| lug.-dic. 2018      | Minsk               | VL                  | 14         | 4          | CB              | 2               | 1               |                    | -                  | -                  |             | -           | -           | 16     | 5      |
| 2019                | PSS Sleman          | L1                  | 33         | 16         |                 | -               | -               |                    | -                  | -                  |             | -           | -           | 33     | 16     |
| 2020                | PSS Sleman          | L1                  | 3          | 1          |                 | -               | -               |                    | -                  | -                  |             | -           | -           | 3      | 1      |
| Totale PSS Sleman   | Totale PSS Sleman   | Totale PSS Sleman   | 36         | 17         |                 | -               | -               |                    | -                  | -                  |             | -           | -           | 36     | 17     |
| feb.-mag. 2021      | Sri Pahang          | SL                  | 10         | 1          |                 | -               | -               |                    | -                  | -                  |             | -           | -           | 10     | 1      |
| 2021-2022           | Persipura           | L1                  | 26         | 8          |                 | -               | -               |                    | -                  | -                  |             | -           | -           | 26     | 8      |
| lug.-ago. 2022      | Nam Định            | V1                  | 1          | 0          |                 | -               | -               |                    | -                  | -                  |             | -           | -           | 1      | 0      |
| 2022-2023           | Oțelul Galați       | L2                  | 3          | 0          | CR              | 0               | 0               |                    | -                  | -                  |             | -           | -           | 3      | 0      |
| Totale carriera     | Totale carriera     | Totale carriera     | 153        | 43         |                 | 8               | 1               |                    | 0                  | 0                  |             | 1           | 0           | 162    | 44     |

## Palmarès

### Club

#### Competizioni nazionali
- Supercoppa di Georgia: 1

T'orp'edo Kutaisi: 2018